# Ciel Bleu
Ciel Bleu is een restaurant dat gevestigd is op de 23ste verdieping van Hotel Okura Amsterdam, Nederland. Het had één Michelinster in de periode 2005-2007 en heeft sinds 2008 twee Michelinsterren.
In 2022 kreeg het restaurant van GaultMillau 19 van de maximaal 20 punten. De eetgelegenheid stond in 2022 op plaats 9 van de 100, in de lijst met beste restaurants van Nederland van culinaire gids Lekker.
Het chefsteam van Ciel Bleu bestaat uit Onno Kokmeijer en Arjan Speelman. Het restaurant is lid van de Alliance Gastronomique Néerlandaise